# Ijūin Hikokichi

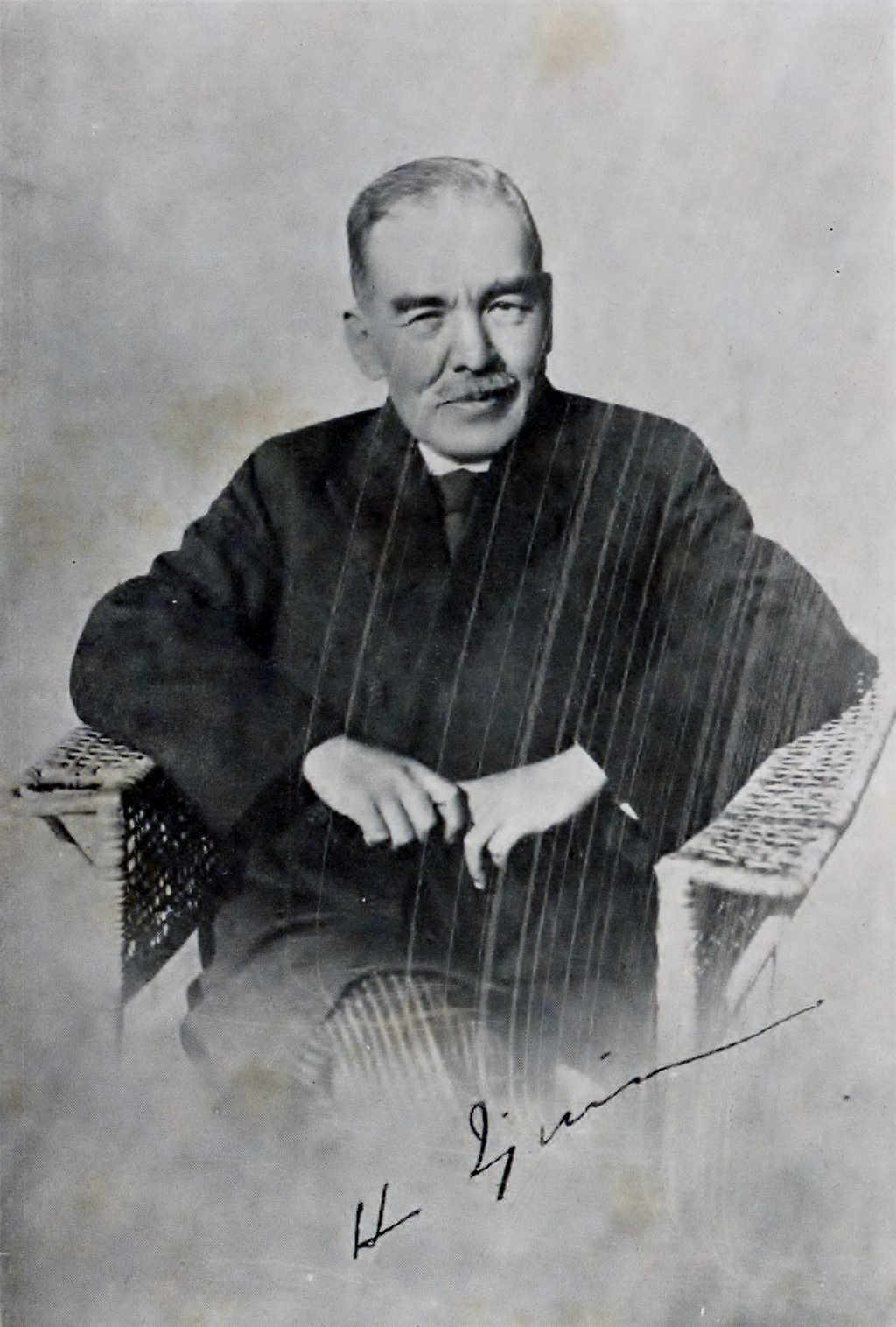
Ijūin Hikokichi

Ijūin Hikokichi (jap. 伊集院彦吉; * Juni 1864 in Kagoshima; † 26. April 1924 in Tokio) war ein japanischer Diplomat und Politiker.

## Leben
Ijūin Hikokichi, Sohn eines Samurai aus dem Kagoshima-Clan, schloss 1890 ein Studium an der Rechtswissenschaftlichen Fakultät der Kaiserlichen Universität Tokio ab und begann im Anschluss seine berufliche Laufbahn im Außenministerium. 1893 wurde er Vizekonsul in Yantai im Kaiserreich China sowie 1901 erst Konsul sowie zuletzt Generalkonsul in Tianjin, ehe er im Juli 1904 Konsul in Haicheng wurde. Nachdem er 1907 kurzzeitig Gesandtschaftsrat an der Gesandtschaft im Vereinigten Königreich war, löste er im Juni 1908 Hayashi Gonsuke als Gesandter im Kaiserreich China ab. Er verblieb auf diesem Posten bis zu seiner Ablösung durch Yamaza Enjirō 1913 und nahm an Verhandlungen nach dem Russisch-Japanischen Krieg teil. Er erlebte in seiner Zeit als Gesandter auch die Xinhai-Revolution, das Ende des Kaiserreichs und die Ausrufung der Republik China am 1. Januar 1912. Im Februar 1916 wurde er außerordentlicher und bevollmächtigter Botschafter im Königreich Italien und bekleidete dieses Amt bis 1920. Während dieser Zeit gehörte er im Januar 1919 der japanischen Delegation auf der Pariser Friedenskonferenz an.
Ijūin Hikokichi, der September 1920 als Baron (Danshaku) in den erblichen Adel (Kazoku) erhoben wurde, übernahm im August 1921 den Posten als Direktor der Nachrichtendienstabteilung des Außenministeriums und danach am 8. September 1922 von Yamagata Isaburō das Amt als Generalgouverneur des Pachtgebietes Kwantung. In dieser Funktion blieb er bis zum 19. September 1923, woraufhin Hideo Kodama am 26. September 1923 seine Nachfolge antrat. Er selbst übernahm am 19. September 1923 von Yamamoto Gonnohyōe den Posten als Außenminister (Gaimu Daijin) im zweiten Kabinett Yamamoto, das er bis zum 7. Januar 1924 innehatte. Wenige Monate später verstarb er am 26. April 1924 an den Folgen einer Neuralgie.
Er war mit einer Tochter des einflussreichen Politikers Ōkubo Toshimichi verheiratet und dadurch Schwager von dessen Sohn Makino Nobuaki, der unter anderem zwischen 1913 und 1914 ebenfalls Außenminister sowie später von 1925 bis 1935 Lordsiegelbewahrer (Naidaijin) war.